# Holt County (Missouri)
Das Holt County ist ein County im US-amerikanischen Bundesstaat Missouri. Im Jahr 2020 hatte das County 4223 Einwohner und eine Bevölkerungsdichte von 3,5 Einwohnern pro Quadratkilometer. Der Verwaltungssitz (County Seat) ist Oregon, das nach dem Oregon-Territorium benannt wurde.

## Geografie
Das County liegt im Nordwesten von Missouri am Missouri River, der hier die Grenze zu Kansas und Nebraska bildet. Im Osten wird das County durch den Nodaway River begrenzt.
Das Holt County hat eine Fläche von 1215 Quadratkilometern, wovon 19 Quadratkilometer Wasserfläche sind.
An das Holt County grenzen folgende Nachbarcountys:
| Nemaha County (Nebraska)     | Atchison County          | Nodaway County und Andrew County |
| Richardson County (Nebraska) |                          |                                  |
| Brown County (Kansas)        | Doniphan County (Kansas) | Andrew County                    |

### Schutzgebiete
- Squaw Creek National Wildlife Refuge
- Big Lake State Park

## Geschichte
Das Holt County wurde 1841 auf dem Gebiet des 1836 durch den Platte Purchase an Missouri abgetretenen Indianerlandes gebildet. Benannt wurde es nach David Rice Holt, einem Abgeordneten im damals auch das Gebiet des heutigen Holt County umfassenden Platte County.

## Demografische Daten
Nach der Volkszählung im Jahr 2010 lebten im Holt County 4912 Menschen in 2219 Haushalten. Die Bevölkerungsdichte betrug 4,1 Einwohner pro Quadratkilometer. In den 2219 Haushalten lebten statistisch je 2,22 Personen.
Ethnisch betrachtet setzte sich die Bevölkerung zusammen aus 97,6 Prozent Weißen, 0,2 Prozent Afroamerikanern, 1,0 Prozent amerikanischen Ureinwohnern, 0,4 Prozent Asiaten sowie aus anderen ethnischen Gruppen; 0,7 Prozent stammten von zwei oder mehr Ethnien ab. Unabhängig von der ethnischen Zugehörigkeit waren 1,0 Prozent der Bevölkerung spanischer oder lateinamerikanischer Abstammung.
20,0 Prozent der Bevölkerung waren unter 18 Jahre alt, 58,9 Prozent waren zwischen 18 und 64 und 21,1 Prozent waren 65 Jahre oder älter. 50,5 Prozent der Bevölkerung war weiblich.

Das jährliche Durchschnittseinkommen eines Haushalts lag bei 40.261 USD. Das Pro-Kopf-Einkommen betrug 21.666 USD. 14,4 Prozent der Einwohner lebten unterhalb der Armutsgrenze.

## Ortschaften im Holt County
| Citys - Craig - Forest City - Maitland - Mound City - Oregon | Villages - Big Lake - Bigelow - Corning - Fortescue |

Unincorporated Communities
- Forbes
- New Point

## Gliederung
Das Holt County ist in zwölf Townships eingeteilt:
| Township         | Einwohner (2010) | FIPS     |
| ---------------- | ---------------- | -------- |
| Benton Township  | 1493             | 29-04672 |
| Bigelow Township | 200              | 29-05482 |
| Clay Township    | 522              | 29-14410 |
| Forbes Township  | 166              | 29-24976 |
| Forest Township  | 353              | 29-25048 |
| Hickory Township | 189              | 29-31852 |

| Township         | Einwohner (2010) | FIPS     |
| ---------------- | ---------------- | -------- |
| Lewis Township   | 1051             | 29-41798 |
| Liberty Township | 195              | 29-42140 |
| Lincoln Township | 58               | 29-42770 |
| Minton Township  | 124              | 29-48836 |
| Nodaway Township | 151              | 29-52706 |
| Union Township   | 410              | 29-74680 |